# Леман, Отто
Отто Леман (1855—1922) — немецкий физик, первооткрыватель и пионер изучения жидких кристаллов.
С 1872 по 1877 год изучал естественные науки в Страсбургском университете, получив по окончании его докторскую степень за исследование по изомерии. После окончания университета и до октября 1883 года был учителем физики, математики и химии в средней школе в Мюлузе, Эльзас. С 1883 по 1888 год преподавал физику в Высшей технической школе в Ахене. В 1888 году получил место профессора электротехники в Саксонском политехникуме в Дрездене, но уже год спустя, в 1889 году, он смог стать профессором физики и электротехники в Высшей технической школы в Карлсруэ. В этом учебном заведении он проработал до конца жизни, с 1900 по 1901 год был его ректором.
Большая часть его исследований была посвящена молекулярной физике, физике кристаллов, микроскопии, а также электрическим разрядам в газах.
Леман известен усовершенствованием конструкции микроскопа, который он использовал при своём изучении кристаллов, в том числе при наблюдениях за их ростом кристаллов, образующихся из расплава или раствора, а также за их фазовыми превращениями. Сконструировал так называемый кристаллизационный микроскоп, первым открыл жидкие кристаллы. С 1912 года несколько раз становился кандидатом на получение Нобелевской премии по физике, однако так и не получил её.
Автор двухтомной «Молекулярной физики» и «Техники физического эксперимента». Основные работы: «Physik. Technik, speciell Anleitung zur Selbstanfertigung physik. Apparate» (Лейпциг, 1885), «Molekularphysik mit besonderer Berücksichtigung mikroskopischer Untersuchungen» (2 тома, Лейпциг, 1888—1889), «J. Fricks physik. Technik, speciell Anleitung zur Ausführung physik. Demonstrationen und zur Herstellung von physik. Demonstrationsapparaten mit möglichst einfachen Mitteln», том I, 6-е издание — Брауншвейг, 1890). Наиболее значительным его трудом считается изданная в 1904 году в Лейпциге работа «Flüssige Kristalle», посвящённая жидким кристаллам.